# Kroatië op het Eurovisiesongfestival 1998
Kroatië nam deel aan het Eurovisiesongfestival 1998 in Birmingham, Verenigd Koninkrijk. Het was de 6de deelname van het land op het Eurovisiesongfestival. De selectie verliep via het jaarlijkse Dora. HRT was verantwoordelijk voor de Kroatische bijdrage voor de editie van 1998.

## Selectieprocedure
De nationale finale werd gehouden in de Crystall Ballroom van het Hotel Kvarner in Opatija op 6 maart 1998.
Deze finale werd gepresenteerd door  Daniela Trbovic en Ljudevit Grguric-Grga
In totaal deden er 20 artiesten mee aan deze finale en de winnaar werd gekozen door 20 regionale jury's en televoting.

| Volgorde | Lied                          | Artiest             | Punten | Plaats |
| -------- | ----------------------------- | ------------------- | ------ | ------ |
| 1        | Sve sto si ti                 | Valentina Brzovic   | 2      | 17de   |
| 2        | Nebo                          | Zorica Kondza       | 78     | 7de    |
| 3        | Zivot iza ponoci              | Ready Cool          | 32     | 15de   |
| 4        | Jos te volim kao nekada       | Stijene             | 70     | 8ste   |
| 5        | Stara zvone jedne ljubavi     | Ena                 | 0      | 18de   |
| 6        | Ja cu po svom, ti ces po svom | Melani              | 10     | 16de   |
| 7        | Ako me ikad pozelis           | Tina and Niksa      | 48     | 13de   |
| 8        | Daj daj                       | Branimir Mihaljevic | 132    | 3de    |
| 9        | U ritmu ljubavi               | Colonia             | 87     | 4de    |
| 10       | Na svijetu sve                | Magazin             | 79     | 6de    |
| 11       | Pjesma putuje                 | Ivan Mikulic        | 61     | 11de   |
| 12       | Sve je za tebe                | Marsell Benzon      | 52     | 12de   |
| 13       | Bez ljubavi                   | Alen Nizetic        | 63     | 10de   |
| 14       | Samo ti je ljubav potrebna    | Andrea Cubric       | 42     | 14de   |
| 15       | Da bar vjecno zivimo          | Sanja Trumbic       | 0      | 18de   |
| 16       | Ljubi me i to je to           | Lana Cencic         | 0      | 18de   |
| 17       | Neka mi ne svane              | Danijela            | 177    | 1ste   |
| 18       | Bolero                        | Zrinka & Goran      | 133    | 2de    |
| 19       | Pricaj mi o ljubavi           | Novi Fosili         | 69     | 9de    |
| 20       | Ruku na srce                  | Azzurro             | 83     | 5de    |

## In Birmingham
In het Verenigd Koninkrijk moest Kroatië optreden als 1ste van 25 deelnemers, net voor Griekenland. Op het einde van de puntentelling bleken ze op een 5de plaats te zijn geëindigd met 131 punten.
Men ontving 2 keer het maximum van de punten.
België en Nederland hadden respectievelijk 5 en 4 punten over voor deze inzending.

### Gekregen punten

#### Finale
| 12 punten                            | 10 punten                                | 8 punten                               | 7 punten                         | 6 punten            |
| ------------------------------------ | ---------------------------------------- | -------------------------------------- | -------------------------------- | ------------------- |
| - Noord-Macedonië - Slovenië         | - Duitsland - Israël - Malta - Slowakije | - Frankrijk                            | - Cyprus                         | - Noorwegen - Polen |
| 5 punten                             | 4 punten                                 | 3 punten                               | 2 punten                         | 1 punt              |
| - België - Griekenland - Zwitserland | - Nederland - Turkije                    | - Estland - Finland - Ierland - Zweden | - Portugal - Verenigd Koninkrijk | - Spanje            |

### Punten gegeven door Kroatië

#### Finale
Punten gegeven in de finale:
| 12 punten | Verenigd Koninkrijk |
| 10 punten | Nederland           |
| 8 punten  | Slowakije           |
| 7 punten  | Malta               |
| 6 punten  | Noord-Macedonië     |
| 5 punten  | Turkije             |
| 4 punten  | Cyprus              |
| 3 punten  | Slovenië            |
| 2 punten  | Ierland             |
| 1 punt    | Spanje              |